# La Lozana andaluza

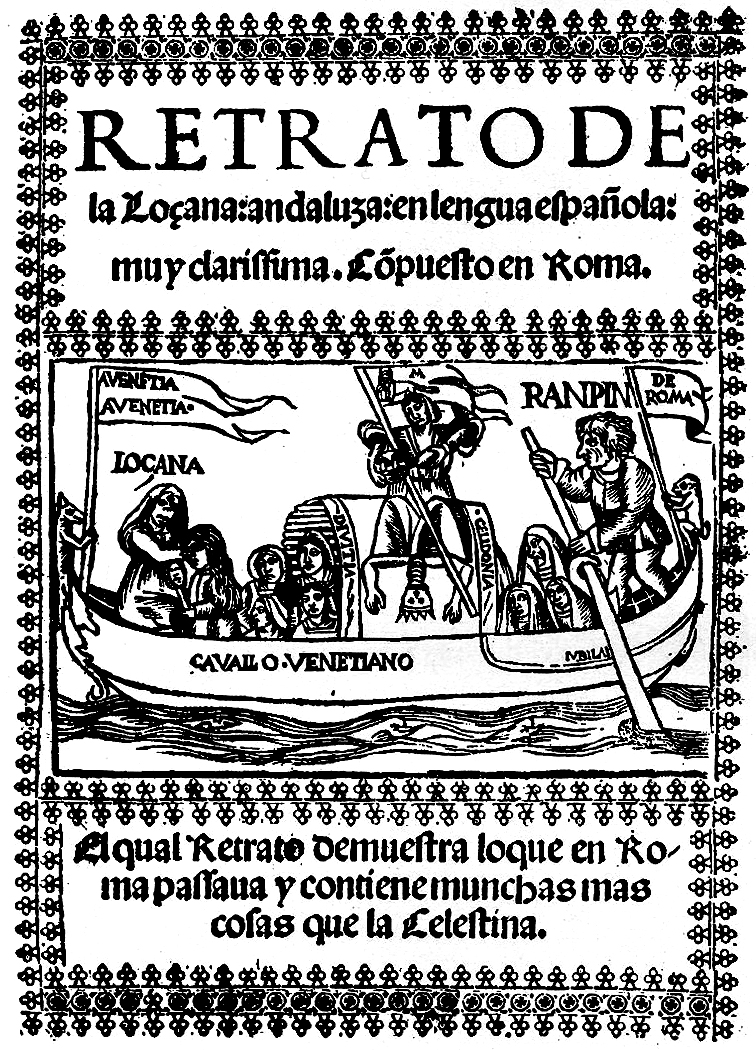
Frontispiz der Erstausgabe von Retrato de la Loçana andaluza, en lengua española muy claríssima. Compuesto en Roma. El cual Retrato demuestra lo que en Roma passaua y contiene munchas más cosas que la Celestina.

La Lozana andaluza (Retrato de la Loçana andaluza; dt. wörtl.: „Porträt der andalusischen 'Lüsternen'“) ist ein Roman in Form eines Dialogs, der 1528 in Venedig veröffentlicht wurde. Der Autor ist wahrscheinlich der spanische Kleriker und Herausgeber Francisco Delicado, der ein Jahr vorher aus Rom geflohen war, nachdem dort die anti-spanischen Strömungen in Folge des Sacco di Roma durch die Truppen Kaiser Karls des Fünften überhandgenommen hatten.
Das Buch wurde anonym veröffentlicht und beschreibt das Leben der Unterwelt Roms im ersten Drittel des 16. Jahrhunderts, vor allem innerhalb der Gemeinde der spanischen Juden, die sich zunehmend in Rom ansiedelten, weil in Spanien das „Santo Oficio“ (Inquisition) ab 1481 immer aufdringlicher wurde.
Das Werk steht in der Tradition des Romans La Celestina von Fernando de Rojas. Mit ihm hat er sowohl die Dialogform gemeinsam als auch die Themen und das Genre des Schelmenromans. Darüber hinaus nimmt das Werk selbst oft Bezug auf dasjenige von Rojas und La Lozana zitiert sogar immer wieder direkt.
Neben seiner besonderen Anmut und seinem Wert als Porträt der Gesellschaft der hispanorömischen Gesellschaft ist La Lozana andaluza darüber hinaus auch ein Dokument der Volkssprache dieser Übergangszeit von unschätzbarem Wert. Seine Inspiration bezieht es aus den Erfahrungen, die der Verfasser in den Bordellvierteln von Rom gemacht hatte und benutzt viele Italianismen die in dieser Bevölkerungsschicht in Gebrauch waren, lexikalisch wie syntaktisch. Die Kapitel werden als mamotreto (deutsch Notizbuch) bezeichnet. Auch der Verfasser kommt als Figur im Roman vor, obwohl die Hauptperson die andalusische Prostituierte „Aldonza“ ist und ihr Freund „Rampín“. Das Werk berichtet über alle Fallen, Betrügereien und Obszönitäten des ältesten Gewerbes der Welt in Rom vor dem „Sacco di Roma“. In gewisser Weise gibt es auch vor, eine Entschuldigung desselben zu sein, weil die moralische Degradation der „Ewigen Stadt“ so weit fortgeschritten war. Es verfügt aber über einen guten Bestand an Volksweisheit, Folklore und Spruchweisheiten. Mit großer Lebendigkeit und Realismus und einer groben, naturalistischen Sprache erzählt es von der Zeit der Renaissance und ist ein großartiges Dokument der Bräuche und der Mentalität des populären Milieus aus dem es stammt.
1976 schuf Vicente Escrivá einen Film, der auf der Romanvorlage basiert und von Alfonso del Vando bearbeitet wurde. Der Film war eine spanisch-italienische Koproduktion. Die Hauptdarstellerin war die italienische Schauspielerin und Schriftstellerin Maria Rosaria Omaggio.
1983 gab es eine Adaption für die Fernsehserie Las pícaras. Norma Duval spielte in diesem Film die Hauptrolle.

## Inhalt
Das Werk beginnt mit der Vorstellung von Aldonza, einem sehr jungen Mädchen aus Córdoba, das früh verwaist ist, aber bald gelernt hat, „zu weben“ und „zu plotten“ (tessere e tramare). Sie lebt allein im Haus einer Tante, geht dann mit Diomedes und beginnt mit ihm eine lange Reise in die Levante. Im Osten änderte sie ihren Namen in Lozana. Mit ihrem Mann bekommt sie einige Kinder. Nach Frankreich zurückgekehrt, wird sie jedoch von ihrem Mann getrennt. Sie kommt nach Italien, lernt Rampín, ihren treuen Diener und Begleiter, kennen und schafft es, mit den richtigen Leuten in Kontakt zu treten und die besten Künste zu erlernen, um die begehrteste Prostituierte in Rom zu werden. Immer ist sie beschäftigt und unterhält sich mit Frauen und Männern, die mit der Welt der Prostitution zu tun haben.
Sie unterhält sich und hilft und betrügt dabei jede Art von Prostituierten und anderen Menschen, nicht nur wegen des Geldes, sondern auch wegen des Nervenkitzels und der Lust am Wissen und Experimentieren.
Lozana lebt glücklich von ihrer Arbeit und ihren Betrügereien. Im Laufe der Jahre entschließt sie sich, sich nach Lipari zurückzuziehen, wo sie in Frieden mit einem neuen Namen lebt: Vellida.
Die beiden Protagonisten des Werkes werden in mamotreto XI ein festes Paar und geben sich nie wieder auf.
Bei ihrem ersten Treffen gibt es einen kurzen Dialog, in dem die Frau die Zukunft von Rampín vorhersagt und die Männlichkeit des Barbitaheño betont.
Ihre Beziehung ist von Anfang an von der Frau selbst gut definiert:

„Ich möchte, dass du mein Sohn bist und wenn du mit mir schläfst mich ansiehst. Lass mich nicht davon zeugen, dass du bereits ein Kapaun bist.“

So wird der „Milchbart“ (Barbiponiente) für die Öffentlichkeit zum Diener und für seine Herrin in der Stille zum Liebhaber.
In diesem Fall ist es die Frau, die dem Mann befiehlt und ihn führt, die die Regeln ihrer Beziehung festlegt und so die traditionelle Mann-Frau-Beziehung umkehrt, in der die Frau als schwache Person angesehen wurde und dem Willen des Mannes unterworfen.
Das in dreiteilige Werk zeigt deutlich die Entwicklung der Protagonistin, die nur als öffentliche Frau beginnt und sich dann beruflich weiterentwickelt (indem sie in ihrem eigenen Zuhause auf Kunden wartet und zum Inbegriff von Rom wird). Es gibt Momente, in denen die Protagonistin Überlegungen zu wichtigen Themen wie den Rechten der Prostituierten anstellt und ein Thema vorwegnimmt, über das erst in späteren Jahrhunderten nachgedacht wird.
Ein Beispiel dafür ist der Monolog von Lozana in mamotret XLIV. In diesem Monolog wird die Kategorie der Prostituierten mit der Kategorie der Soldaten in Verbindung gebracht, die nur um des Verdienstes willen ihr Handwerk tun, und aus dieser Haltung heraus werden sie gute Diener der Regierung.
Die Lozana war auch eine „Curandera“ oder „Saludadera“ (Heilerin). Sie wird als hervorragende Vertreterin der Alternativmedizin dargestellt, die zu dieser Zeit mit der offiziellen Medizin koexistierte. Ihr Name bezieht sich nämlich nicht nur auf ihren Status als Prostituierte, sondern auch auf ihre heilerische Kraft, sofern der Name anders betont wird (lo çana).
Die Krankheiten, die sie am besten heilt, betreffen die männlichen und weiblichen Genitalien. Tatsächlich ist sie immer bereit, die Schmerzen ihrer Kunden zu lindern. Aber auch dieser Ausdruck hat eine doppelte Bedeutung: Der „Schmerz des Vaters“ wird oft als sexuelles Begehren verstanden und in Mamotret L wird verliebte Leidenschaft als Form einer Krankheit dargestellt, die nur von der Saludadera Lozana geheilt werden kann.

## Ausgabe
Die Erstausgabe ist erst im 19. Jahrhundert entdeckt worden und befindet sich heute in der Österreichischen Nationalbibliothek in Wien. Diese enthält weder Ort noch Datum noch den Namen des Verfassers und des Verlegers. Sie ist in gotischen Buchstaben geschrieben und enthält verschiedene Holzschnitte.
Kennzeichnend ist eine ausgesprochene Polysemie. Von Beginn an wird mit erotisch aufgeladenen Wörtern gespielt, so wird zum Beispiel „obra“ (arbeiten) für Geschlechtsverkehr verwendet, „razón“, „pincel“ und „matter“ für das männliche Geschlechtsteil und ähnliches. Nur am Anfang gibt es eine kurze Einführung in Prosa, der Großteil des Werkes ist in Dialogform verfasst.
Neben latenter Erotik und offenkundiger Mehrsprachigkeit geben zwei weitere Elemente dem Werk seine Besondere Bedeutung: Es gibt Frauen eine Stimme, die der niedrigsten Gesellschaftlichen Stufe steht und die ohne Abhängigkeit zu einer männlichen Person dargestellt wird. Daneben ist es der besondere Ansatz des Verfassers, der in das Werk als Figur eingreift, in direktem Kontakt mit seinen Figuren, die sich auch bewusst sind Stücke aus einem literarischen Werk zu sein.
Im Text gibt es auch eine Reihe von Pseudo-Prophezeiungen über den Sacco di Roma.

## Zeit und Umwelt
Beide, Francisco Delicado, der Autor, und Aldonza, seine Hauptperson stammen aus Córdoba. Und auch in anderen Aspekten und Erfahrungen gibt es Übereinstimmungen: Beispielsweise in der Darstellung des Juden Trigo (es heißt, dass Delicado selbst ein jüdischer Konvertit war), oder in der Darstellung der Symptome der Syphilis, an denen einige der Figuren leiden, genauso wie der Autor selbst, sowie den Gewohnheiten und Bräuchen, die notwendig waren um als Arzt zu praktizieren (Ein Beruf, den Delicado ebenfalls ausübte neben seiner Tätigkeit als Schriftsteller und Kleriker).
Die Gestaltung offenbart eine ungewöhnliche Art des Sprachgebrauchs, der teilweise ins makkaronische (macarrónico) abgleitet, denn es unterhalten sich Italiener, Genovesen, Katalanen, Juden, Mauren, Spanier und andere in ihren jeweils eigenen Muttersprachen und verständigen sich so gut es geht, da sie zusammenleben und keine andere Möglichkeit haben.
Ambivalente Begriffe, die eine sexuelle Bedeutung verbergen, werden reichlich benutzt, um eine „Diskretion“ der Rhetorik zu wahren. Nur an manchen Stellen wird diese Rhetorik aufgegeben. Ein Beispiel dafür ist das Gespräch zwischen der Tante und Rampin darüber, ob er Sex mit der Lozana haben wird.
Es gibt reichlich Zitate, die auf Bildung schließen lassen. So werden antike Texte wie Plotin und Apicius erwähnt und immer wieder lateinische Ausdrücke eingeschoben. Viele Redewendungen werden verwendet und oft werden sie in Rechtfertigender Absicht eingesetzt:

„Wer hat dich zur Hure gemacht? Der Wein und die Frucht.“

Die pikareske List wird als Tugend gesehen um dem Protagonisten ein erträgliches Leben zu ermöglichen. Dies ist vergleichbar mit dem Roman La vida de Lazarillo de Tormes, wo die List dem Schurken ermöglicht, ein gutes Leben zu führen, ohne betteln zu müssen oder zu leiden.
Wie in anderen pikaresken Werken wird der Niedergang Spaniens an mehreren Stellen betont: Der alte Wohlstand auf der iberischen Halbinsel ist verloren gegangen, daher mussten die Diener ihre Herren bestehlen und schlau handeln, um nicht überrascht zu werden und nach dem Diebstahl folgenlos davonzukommen. Sie finden nicht die Herren, die sie wollen, weil die Umstände es den Adligen nicht erlauben, verschwenderisch zu sein.
Im Kontext der Zeit ist La Lozana Andaluza reich an gastronomischen Referenzen: Empanadillas, berenjenas mojíes, cabrito apedreado con limón sind nur einige Beispiele von Gerichten, und es wird eine große Anzahl von Begriffen erwähnt, die im Laufe der Zeit eine andere Bedeutung gewonnen haben: lencero, cambiador, trapero, fantescas, almalafas, batículo, batirrabo, paños listados.
Auch das Entstehen von Phrasen die durch die Anwendung der Inquisition seit 1481 gefördert wird, ist zu beobachten.

„LOZANA: ¿Y vuestra madre?
RAMPÍN: ¡Que la quemen!“

Ein weiteres Feld behandelt das Thema Zauberei. Lozana praktiziert Handlesen bei neapolitanischen Kindern (monte de Venus – Berg der Venus, Mercurio – Merkur, Luna – Mond) und es werden abergläubische Gebräuche beschrieben, die an Magie erinnern: Der Jude will das Haus fegen, um es mit Glück zu füllen; Lozana betrügt Menschen, indem sie vorgibt, Zaubersprüche zu kennen.
Die in der Geschichte dargestellte weibliche Umwelt ist feindselig. Frauen reagieren mit Angst auf die Gefahr, eine schöne und kluge Frau neben sich zu haben. Die Kämpfe zwischen ihnen sind konstant, aber wenn Geld ins Spiel kommt, ändert sich ihr Verhalten zum anderen Extrem. Bei den in der Geschichte erwähnten Frauenberufen handelt es sich neben Ehefrau und Wäscherin um Prostituierte und Friseurin, die von der damaligen Gesellschaft abgelehnt wurden, aber von einer großen Anzahl von Frauen ausgeführt wurden um einen Lebensunterhalt zu haben.

## Ausgaben
- 1969 La Lozana andaluza. Bruno Damiani, ed. (Madrid: Castalia [Clásicos Castalia]).
- 1985. Retrato de la Lozana andaluza. Claude Allaigre, ed. (Madrid: Cátedra).
- 1988. La Lozana andaluza. Ángel Chiclana, ed. (Madrid: Espasa-Calpe [Austral])
- 2004. La Lozana andaluza. Carla Perugini, ed. (Sevilla: Fundación José Manuel Lara [Clásicos Andaluces])
- 2007. La Lozana andaluza. Jacques Joset y Folke Gernert, ed. (Barcelona: Galaxia Gutenberg)
- 2008. Retrato de la Loçana andaluza. Tatiana Bubnova, ed. (Doral (Florida): Stockcero). OCLC 262894085